# 小侍従 (細川ガラシャの侍女)
小侍従（こじじゅう、生没年不詳）は、安土桃山時代から江戸時代前期にかけての女性。細川ガラシャの侍女。

## 経歴
明智珠（後のガラシャ）が細川忠興に嫁ぐ際に、珠の父・明智光秀がつけた侍女。
明智光秀が本能寺の変において主君であった織田信長を自害に追い込み、山崎の戦いにて豊臣秀吉に殺害されると、娘である珠は忠興によって味土野に幽閉される。小侍従はそれに従い、味土野にて出家した。
後に秀吉の許しが出て、大坂に戻ると秀吉に拝謁した。その際、小袖を賜った。
秀吉が伏見城見物に、と珠を呼んだ際は代わりに登城した。
その後、忠興の命を受け、細川家家臣・平田因幡に嫁いだ。後に娘・ややをもうける。。嫁いだ後もたびたび、ガラシャと手紙のやり取りをしていた。
因幡の死後は、出家して妙寿と号し、夫の甥にあたる松本彦之進を婿養子に迎えた。